# Équipe d'Angleterre espoirs de football
Maillots
L'équipe d'Angleterre espoirs, aussi appelée U-21s en Angleterre, est une sélection de joueurs de moins de 21 ans, au début des deux années de compétition placée sous la responsabilité de la FA. L'équipe a remporté à deux reprises l'Euro espoirs.
Cette équipe est composée de joueurs anglais âgés de moins de 21 ans au début de l'année civile au cours de laquelle commence la campagne de deux ans du Championnat d'Europe de football espoirs, certains joueurs peuvent donc rester dans l'équipe jusqu'à l'âge de 23 ans. Tant qu'ils sont éligibles, les joueurs peuvent jouer pour l'Angleterre à n'importe quel niveau, ce qui permet de jouer pour les moins de 21 ans, l'équipe senior et à nouveau pour les moins de 21 ans, comme l'ont fait Jack Butland, Harry Kane, Calum Chambers, John Stones et Emile Smith-Rowe. Il est également possible de jouer pour un pays au niveau des jeunes et pour un autre au niveau senior (à condition que le joueur n'ait pas joué de compétition senior dans son pays précédent.
L'équipe des moins de 21 ans a vu le jour en 1976, à la suite de la réorganisation des compétitions de jeunes de l'UEFA. Le premier match officiel de cette équipe a eu lieu au Molineux Stadium, pour un match amical le Pays de Galles (0-0).
L'équipe espoirs d'Angleterre n'a pas de stade fixe. Elle joue dans des stades de toute l'Angleterre, afin d'encourager les jeunes supporters de toutes les régions du pays à assister aux matchs. La demande étant moins importante que celle de l'équipe nationale senior, les stades peuvent être plus petits. Le record d'affluence pour un match de l'équipe d'Angleterre espoirs est établi le 24 mars 2007, lorsqu'elle affronte l'Italie devant une foule d'un peu moins de 60 000 personnes dans le nouveau stade de Wembley, ce qui constitue également un record du monde pour une rencontre d'équipes espoirs Ce match était l'un des deux événements que le stade devait accueillir pour obtenir son certificat de sécurité à temps pour son ouverture à pleine capacité à l'occasion de la finale de FA Cup en mai 2007,.

## Staff technique

### Entraîneur
| Mandat    | Entraîneur       |
| --------- | ---------------- |
| 1977–1990 | Dave Sexton      |
| 1990–1993 | Lawrie McMenemy  |
| 1994–1996 | Dave Sexton      |
| 1996–1999 | Peter Taylor     |
| 1999      | Peter Reid       |
| 1999–2001 | Howard Wilkinson |
| 2001–2004 | David Platt      |
| 2004–2007 | Peter Taylor     |
| 2007–2013 | Stuart Pearce    |
| 2013–2016 | Gareth Southgate |
| 2016–2021 | Aidy Boothroyd   |
| 2021–     | Lee Carsley      |

Le premier entraîneur, qui est aussi le plus performant, est Dave Sexton, qui dirige les espoirs de 1977 à 1990. Au cours de cette période, il cumule cette fonction avec celle d'entraîneur de clubs de première division, tels que Manchester United (1977–1981) et Coventry City (1981–1983). Après Coventry, il devient le premier directeur technique de la FA, à Lilleshall. Il confie la responsabilité des espoirs à l'adjoint du sélectionneur anglais Graham Taylor, Lawrie McMenemy, pendant trois ans, avant de reprendre les rênes de 1994 à 1996.
Peter Taylor prend la relève en 1996 et, bien qu'il n'ait jamais remporté de tournoi, ses équipes ont obtenu d'excellents résultats. Il est toutefois démis de ses fonctions de manière controversée en 1999 et remplacé par Peter Reid, qui démissionne après seulement un match pour se consacrer à son autre travail, celui d'entraîneur de Sunderland. Howard Wilkinson prend ensuite la relève, mais ne parvient à remporter que quatre victoires en dix matchs de compétition et démissionne au bout d'un an et demi. David Platt prend alors les rênes de l'équipe, quittant son poste à Nottingham Forest. Platt est sélectionneur des espoirs de 2001 à 2004, mais n'a pas beaucoup de succès, provoquant le retour de Taylor. Ce dernier part en janvier 2007, car le sélectionneur national Steve McClaren souhaitait que l'équipe espoirs ait un entraîneur à plein temps. À l'époque, Taylor cumulait ses fonctions avec celles d'entraîneur de Crystal Palace.
Le 1er février 2007, l'entraîneur de Manchester City Stuart Pearce est nommé entraîneur principal à temps partiel jusqu'à la fin du Championnat d'Europe à l'été 2007. Nigel Pearson, l'entraîneur adjoint de Newcastle United, accepte de devenir l'adjoint de Pearce. Le premier match de Pearce est un match nul 2-2 contre l'Espagne le 6 février 2007 au stade de Derby County, le Pride Park Stadium. Pour le match contre l'Italie Nigel Pearson prend les rênes de l'équipe, Stuart Pearce ayant des engagements avec son club. Steve Wigley assiste Pearson.
Pearce est démis de ses fonctions d'entraîneur de Manchester City le 14 mai 2007, avant le Championnat d'Europe, et devient entraîneur à plein temps des espoirs le 19 juillet 2007. Il reste en poste jusqu'en juin 2013, date à laquelle il est annoncé que son contrat ne serait pas renouvelé. Le 31 juillet, la FA annonce que l'entraîneur principal de l'Angleterre, Roy Hodgson, dirigerait un match amical des espoirs contre l'Écosse à Bramall Lane, remporté 6–0 par l'Angleterre. L'ancien international anglais Gareth Southgate est nommé entraîneur des espoirs le 22 août.
En septembre 2016, Southgate est nommé entraîneur intérimaire de l'équipe senior après le départ de Sam Allardyce. Southgate supervisant l'équipe principale pour quatre matchs, Aidy Boothroyd, l'entraîneur des moins de 20 ans, est nommé intérimaire des espoirs jusqu'au retour de Southgate. En février 2017, Boothroyd est confirmé en tant qu'entraîneur permanent.
Il quitte le poste en avril 2021 après une campagne européenne décevante. 
Le 27 juillet 2021, Lee Carsley quitte les moins de 20 ans pour se voir confier le poste d'entraîneur des espoirs, avec Ashley Cole comme adjoint.

## Compétitions
En tant qu'équipe européenne, l'Angleterre participe au Championnat d'Europe espoirs, dont les phases finales ont lieu toutes les années impaires, contre les années paires auparavant. Il n'y a pas de Coupe du monde des moins de 21 ans, bien qu'il y ait une Coupe du monde des moins de 20 ans. Lors des six premiers championnats d'Europe de football espoirs (1978–1988), l'Angleterre a eu de bons résultats, se faisant éliminer en demi-finale à quatre reprises et remportant la compétition en 1982 et 1984. S'ensuit une période de vaches maigres.
Après avoir perdu contre la France en demi-finale en 1988, l'Angleterre échoue à se qualifier pour les quarts de finale lors de cinq compétitions consécutives. Lors des phases de qualification pour le tournoi de 1998, l'Angleterre remporte son groupe, mais le destin n'est pas de son côté. Comme il n'y a que neuf groupes pour seulement huit places, les deux vainqueurs de groupes ayant les plus mauvais résultats ont dû disputer un barrage pour éliminer l'une d'entre elles. L'Angleterre perd le match aller et est éliminée à cause de la règle des buts à l'extérieur contre la Grèce. L'Angleterre termine neuvième de la compétition, bien qu'elle n'ait perdu qu'un seul de ses dix matchs.
L'Angleterre se qualifie aisément pour la phase finale du tournoi en 2000. Sous la direction de Peter Taylor, nommé en 1996, l'Angleterre remporte tous ses matchs sans encaisser de but. Cependant, à trois matchs de la fin, Taylor est remplacé de manière controversée par Howard Wilkinson, qui remporte les deux matchs suivants. Les trois buts encaissés lors de la défaite 3-1 contre le finaliste du groupe, la Pologne, est la seule ombre au tableau de cette phase qualificative. Sous la houlette de Wilkinson, l'Angleterre est éliminée en phase de groupes lors du Championnat d'Europe 2000.
Après avoir engagé l'ancienne star internationale David Platt comme entraîneur, l'Angleterre se qualifie pour le tournoi 2002 en Suisse. Une fois de plus, l'Angleterre n'obtient pas de bons résultats lors de la phase de groupes. L'Angleterre de Platt ne se qualifie pas pour le tournoi de 2004 et est remplacé par Peter Taylor. Sous sa houlette, l'Angleterre se qualifie pour la phase de groupes mais perd contre une solide équipe de France en barrage aller-retour et ne se qualifie pas pour le tournoi de 2006.
La campagne suivante débute peu après la phase finale de 2006, lors - la phase éliminatire de la compétition de 2007. L'UEFA a décidé d'avancer le tournoi pour éviter les conflits avec les tournois seniors se déroulant les années paires. La phase de qualification est fortement réduite, puisqu'elle se déroule en moins d'un an. Dans un groupe de qualification à trois équipes, l'Angleterre se qualifie face à la Suisse et la Moldavie, puis remporte un barrage aller-retour contre l'Allemagne pour se qualifier pour la phase finale qui devait se dérouler aux Pays-Bas. Lors du tournoi, l'Angleterre se qualifie pour les demi-finales lors desquelles elle mène pendant la majeure partie du match contre le pays hôte. Cependant, une égalisation tardive mène les deux équipes aux tirs au but, entraînant l'élimination de l'Angleterre.
En 2009, l'Angleterre perd en finale 4–0 contre l'Allemagne.
L'Angleterre termine deuxième de son groupe de qualification pour les championnats 2011 au Danemark. Elle bat ensuite la Roumanie lors des barrages pour se qualifier pour la phase finale, où elle est éliminée en phase de groupes après une défaite 2-1 contre la Tchéquie. L'Angleterre ne sort pas des poules en 2013 et 2015, et atteint le dernier carré en 2017, avant de sortir à nouveau au stade des groupes en 2019 et 2021.
En 2023, l'Angleterre remporte l'Euro espoirs en battant l'Espagne en finale (1-0). Un 3e titre, 39 ans après leur dernière victoire. 
| Bilan en Championnat d'Europe | Bilan en Championnat d'Europe | Bilan en Championnat d'Europe | Bilan en Championnat d'Europe | Bilan en Championnat d'Europe | Bilan en Championnat d'Europe | Bilan en Championnat d'Europe | Bilan en Championnat d'Europe | Bilan en Championnat d'Europe |     | Bilan en phase éliminatoire de Championnat d'Europe | Bilan en phase éliminatoire de Championnat d'Europe | Bilan en phase éliminatoire de Championnat d'Europe | Bilan en phase éliminatoire de Championnat d'Europe | Bilan en phase éliminatoire de Championnat d'Europe | Bilan en phase éliminatoire de Championnat d'Europe |  | Entraîneur(s) |
| Année                         | Tour                          | Position                      | J                             | V                             | N *                           | D                             | Bp.                           | Bc.                           | J   | V                                                   | N *                                                 | D                                                   | Bp.                                                 | Bc.                                                 |                                                     |  | Entraîneur(s) |
| ----------------------------- | ----------------------------- | ----------------------------- | ----------------------------- | ----------------------------- | ----------------------------- | ----------------------------- | ----------------------------- | ----------------------------- | --- | --------------------------------------------------- | --------------------------------------------------- | --------------------------------------------------- | --------------------------------------------------- | --------------------------------------------------- | --------------------------------------------------- |  | ------------- |
| 1978                          | Demi-Finales                  | 4e sur 8                      | 4                             | 1                             | 2                             | 1                             | 4                             | 4                             | 4   | 4                                                   | 0                                                   | 0                                                   | 17                                                  | 2                                                   | Sexton                                              |  |               |
| 1980                          | Demi-Finales                  | 3e sur 8                      | 4                             | 1                             | 1                             | 2                             | 4                             | 4                             | 4   | 4                                                   | 0                                                   | 0                                                   | 11                                                  | 2                                                   | Sexton                                              |  |               |
| 1982                          | Champions                     | 1re sur 8                     | 6                             | 3                             | 2                             | 1                             | 11                            | 8                             | 6   | 4                                                   | 1                                                   | 1                                                   | 12                                                  | 5                                                   | Sexton                                              |  |               |
| 1984                          | Champions                     | 1re sur 8                     | 6                             | 5                             | 0                             | 1                             | 13                            | 3                             | 6   | 5                                                   | 0                                                   | 1                                                   | 13                                                  | 4                                                   | Sexton                                              |  |               |
| 1986                          | Demi-Finales                  | 4e sur 8                      | 4                             | 1                             | 2                             | 1                             | 3                             | 4                             | 6   | 3                                                   | 2                                                   | 1                                                   | 9                                                   | 3                                                   | Sexton                                              |  |               |
| 1988                          | Demi-Finales                  | 3e sur 8                      | 4                             | 2                             | 1                             | 1                             | 6                             | 6                             | 4   | 1                                                   | 3                                                   | 0                                                   | 7                                                   | 3                                                   | Sexton                                              |  |               |
| 1990                          | pas qualifiée                 | pas qualifiée                 | pas qualifiée                 | pas qualifiée                 | pas qualifiée                 | pas qualifiée                 | pas qualifiée                 | pas qualifiée                 | 6   | 4                                                   | 1                                                   | 1                                                   | 10                                                  | 5                                                   | Sexton                                              |  |               |
| 1992                          | pas qualifiée                 | pas qualifiée                 | pas qualifiée                 | pas qualifiée                 | pas qualifiée                 | pas qualifiée                 | pas qualifiée                 | pas qualifiée                 | 6   | 3                                                   | 1                                                   | 2                                                   | 11                                                  | 5                                                   | McMenemy                                            |  |               |
| 1994                          | pas qualifiée                 | pas qualifiée                 | pas qualifiée                 | pas qualifiée                 | pas qualifiée                 | pas qualifiée                 | pas qualifiée                 | pas qualifiée                 | 10  | 4                                                   | 3                                                   | 3                                                   | 20                                                  | 8                                                   | McMenemy                                            |  |               |
| 1996                          | pas qualifiée                 | pas qualifiée                 | pas qualifiée                 | pas qualifiée                 | pas qualifiée                 | pas qualifiée                 | pas qualifiée                 | pas qualifiée                 | 8   | 6                                                   | 1                                                   | 1                                                   | 13                                                  | 4                                                   | Sexton                                              |  |               |
| 1998                          | pas qualifiée                 | pas qualifiée                 | pas qualifiée                 | pas qualifiée                 | pas qualifiée                 | pas qualifiée                 | pas qualifiée                 | pas qualifiée                 | 10  | 6                                                   | 3                                                   | 1                                                   | 11                                                  | 5                                                   | Taylor                                              |  |               |
| 2000                          | Phase de groupes              | 5e sur 8                      | 3                             | 1                             | 0                             | 2                             | 6                             | 4                             | 9   | 8                                                   | 0                                                   | 1                                                   | 26                                                  | 3                                                   | Taylor, Reid, Wilkinson                             |  |               |
| 2002                          | Phase de groupes              | 7e sur 8                      | 3                             | 1                             | 0                             | 2                             | 4                             | 6                             | 8   | 5                                                   | 2                                                   | 1                                                   | 18                                                  | 8                                                   | Wilkinson David Platt                               |  |               |
| 2004                          | pas qualifiée                 | pas qualifiée                 | pas qualifiée                 | pas qualifiée                 | pas qualifiée                 | pas qualifiée                 | pas qualifiée                 | pas qualifiée                 | 8   | 3                                                   | 2                                                   | 3                                                   | 14                                                  | 10                                                  | Platt                                               |  |               |
| 2006                          | pas qualifiée                 | pas qualifiée                 | pas qualifiée                 | pas qualifiée                 | pas qualifiée                 | pas qualifiée                 | pas qualifiée                 | pas qualifiée                 | 12  | 6                                                   | 4                                                   | 2                                                   | 23                                                  | 10                                                  | Taylor                                              |  |               |
| 2007                          | Demi-Finales                  | 3e sur 8                      | 4                             | 1                             | 3                             | 0                             | 5                             | 3                             | 4   | 3                                                   | 1                                                   | 0                                                   | 8                                                   | 4                                                   | Taylor, Pearce                                      |  |               |
| 2009                          | Finaliste                     | 2e sur 8                      | 5                             | 2                             | 2                             | 1                             | 8                             | 9                             | 10  | 8                                                   | 2                                                   | 0                                                   | 22                                                  | 5                                                   | Pearce                                              |  |               |
| 2011                          | Phase de groupes              | 7e sur 8                      | 3                             | 0                             | 2                             | 1                             | 2                             | 3                             | 10  | 6                                                   | 3                                                   | 1                                                   | 17                                                  | 8                                                   | Pearce                                              |  |               |
| 2013                          | Phase de groupes              | 7e sur 8                      | 3                             | 0                             | 0                             | 3                             | 1                             | 5                             | 10  | 9                                                   | 0                                                   | 1                                                   | 26                                                  | 3                                                   | Pearce                                              |  |               |
| 2015                          | Phase de groupes              | 7e sur 8                      | 3                             | 1                             | 0                             | 2                             | 2                             | 4                             | 12  | 11                                                  | 1                                                   | 0                                                   | 35                                                  | 4                                                   | Southgate                                           |  |               |
| 2017                          | Demi-Finales                  | 3e sur 12                     | 4                             | 2                             | 2                             | 0                             | 7                             | 3                             | 8   | 6                                                   | 2                                                   | 0                                                   | 20                                                  | 3                                                   | Southgate, Boothroyd                                |  |               |
| 2019                          | Phase de groupes              | 9e sur 12                     | 3                             | 0                             | 1                             | 2                             | 6                             | 9                             | 10  | 8                                                   | 2                                                   | 0                                                   | 23                                                  | 4                                                   | Boothroyd                                           |  |               |
| 2021                          | Phase de groupes              | 12e sur 16                    | 3                             | 1                             | 0                             | 2                             | 2                             | 4                             | 10  | 9                                                   | 1                                                   | 0                                                   | 34                                                  | 9                                                   | Boothroyd                                           |  |               |
| 2023                          | Champions                     | 1re sur 16                    | 6                             | 6                             | 0                             | 0                             | 11                            | 0                             |     | 10                                                  | 8                                                   | 1                                                   | 1                                                   | 26                                                  | 7                                                   |  | Carsley       |
| Total                         | 3 titres                      | 17/24                         | 68                            | 28                            | 18                            | 22                            | 95                            | 79                            | 191 | 134                                                 | 36                                                  | 21                                                  | 426                                                 | 124                                                 |                                                     |  |               |

Note : L'année du tournoi représente l'année au cours de laquelle il se termine.
* Les matchs nuls incluent les matchs décidés par une séance de tirs au but.

## Couverture médiatique
Les matchs éliminatoires pour l'Euro et les matchs amicaux de l'Angleterre espoirs sont retransmis par Sky Sports.

## Équipe actuelle
Les joueurs nés le ou après le 1er janvier 2000 sont éligibles pour le Championnat d'Europe de football espoirs 2023.
Les joueurs suivants ont été appelés dans l'équipe pour les matchs contre la France et la Équipe de Croatie espoirs de football, programmés les 25 et 28 mars 2023.
GK
- James Trafford
- Josh Griffiths
- Anthony Patterson
- Carl Rushworth

DF
- Max Aarons
- Luke Thomas
- Charlie Cresswell
- Levi Colwill
- Ben Johnson
- Djed Spence
- Rico Lewis
- Nathan Wood

MF
- Oliver Skipp
- Curtis Jones
- Angel Gomes
- Jacob Ramsey
- James Garner
- Tommy Doyle
- Conor Gallagher
- Harvey Elliott
- James McAtee

FW
- Folarin Balogun
- Morgan Gibbs-White
- Emile Smith Rowe
- Cole Palmer
- Cameron Archer
- Noni Madueke